# الاتحاد للطيران
الاتحاد للطيران هي شركة الطيران الوطنية الإماراتية، تمتلكها الشركة القابضة إيه دي كيو المملوكة لحكومة أبوظبي بالكامل، بدأت برأس مال قدره نصف مليار درهم، يقع مقرها الرئيسي في العاصمة أبوظبي، وتتخذ من مطار أبوظبي الدولي مركزاً لعملياتها، مع نهاية 2019 بلغ عدد طائرات الشركة 101 طائرة، مؤلفة من 95 طائرة ركاب و 6 طائرات شحن بمتوسط عمر يصل إلى 5.3 سنوات، فيما بلغ عدد وجهات الشركة 76 وجهة، كما قامت الشركة بزيادة عدد رحلاتها المنتظمة إلى الوجهات الرئيسية.

## نبذة تاريخية
يرجع تاريخ تأسيس شركة الاتحاد للطيران إلى يوليو 2003، لتكون الناقل الرسمي لدولة الإمارات العربية المتحدة، وذلك بموجب مرسوم أميري صادر عن الشيخ خليفة بن زايد آل نهيان (ولي عهد أبوظبي آنذاك)، تأسست طيران الاتحاد برأس مال يبلغ 500 مليون درهم إماراتي، وتولى مجلس إدارتها الشيخ أحمد بن سيف آل نهيان، وانطلقت أول رحلة جوية تجريبية للشركة في 5 نوفمبر 2003 وكانت رحلة قصيرة إلى مدينة العين بإمارة أبوظبي، ثم بدأت بعد ذلك التشغيل الفعلي للشركة بإقلاع أول رحلة تجارية باتجاه العاصمة اللبنانية بيروت في 12 نوفمبر من نفس العام.
بعد انطلاق الرحلة الأولى توسعت وزادت وجهات الاتحاد للطيران، فتم افتتاح وجهة كل شهر، وفي يونيو 2004 افتتحت الاتحاد للطيران أول وجهة لها في أوروبا برحلة إلى العاصمة السويسرية جنيف، وعقدت الشركة في نفس العام صفقتين لشراء طائرات مع شركتي بوينغ وإيرباص، وقدرت الصفقتي بحوالي 8 مليار دولار أمريكي، وقامت الشركة في أكتوبر 2005 بفتح وجهتين جديدتين إلى بروكسل وتورنتو، وفي نفس العام أفتتحت وجهة أفريقية جديدة وهي جوهانسبرغ، واستمرت الشركة في افتتاح وجهات جديدة حتى بلغت في يونيو 2009 إلى 55 وجهة.

## درجات السفر
تقدم الاتحاد للطيران 3 درجات سفر هم الدرجة الماسية (الأولى)، درجة اللؤلؤ (رجال أعمال) و الدرجة السياحية.

### أجنحة الدرجة الماسية الأولى
هي الدرجة الأفضل في العالم بحسب سكاي تراكس  وتتميز بجناح مستقل يوفر أعلى معايير الراحة والخصوصية، شاشة بحجم 23 بوصة يعرض 600 ساعة رفيهية من الأفلام والبرامج التلفزيونية والموسيقا والأغاني والألعاب التفاعلية، ملاءات قطنية ناعمة وبطانيات فاخرة ووسائد مريحة لنوم هادئ وعميق، غرفة لتغيير الملابس، بار للمشروبات، مقابس للشحن والتوصيل، ونظام إنارة خاصة.
تتوفر هذه الأجنحة على طائرات مختارة من أسطول طائرات a330s و a340

### الدرجة الماسية الأولى
تتميز هذه الدرجة بمقاعد منبسطة تتحول إلى سرير بكبسة زر إضافة إلى التحكم بمسند الرأس ومسند الرجلين والإضاءة ونظام التدليك المزود به المقعد، شاشة بحجم 23 يعرض 600 ساعة ترفيهية من الأفلام والبرامج التلفزيونية والموسيقا والأغاني والألعاب التفاعلية، نظام إنارة، مقابس للشحن والتوصيل، بار للمشروبات، وأيضا يمكنك الالتفاف للوراء بزاوية 180 درجة، بحيث يمكنك مواجهة الضيف الذي خلفك، لدردشة قصيرة أو حتى لتناول الطعام سوياً.
هي شبيهة بالأجنة إلا أن الأجنة الماسية توفر لك مقصورة وجناح خاص بك مع باب يفتح ويقفل لخصوصية أكبر. تتوفر هذه الدرجة على طائرات مختارة من أسطول إيرباص إيه 330 وإيرباص إيه 340

### درجة رجال الأعمال (مقاعد منبسطة)
تتوفر هذه الدرجة في جميع طائرات الاتحاد ذات البدن العريض، وتتميز بمقاعد منبسطة تتحول إلى أسرة ذات بطانيات دافئة ووسائد ناعمة لنوم هادئ، نظام إضاءة خاص بالمقصورة، مقابس للشحن والتوصيل وشاشة 15.4 بوصة يعرض 600 ساعة ترفيهية من الأفلام والبرامج التلفزيونية والموسيقى والأغاني والألعاب التفاعلية.

### درجة رجال الأعمال (مقاعد)
تتوفر هذه الدرجة في جميع طائرات الاتحاد ذات البدن الضيق، وتتميز بشاشة 15.4 تعرض 600 ساعة ترفيهية من الأفلام والبرامج التلفزيونية والموسيقا والأغاني والألعاب التفاعلية، مقاعد تتم تعديلها للوراء بزاوية تصل إلى 49 بوصة، مقابس للشحن، والتوصيل، ونظام إنارة.

### درجة المرجان السياحية
تتوفر هذه الدرجة في جميع طائرات الاتحاد وتتميز بشاشة 10.9 بوصة تعرض 600 ساعة ترفيهية من الأفلام والبرامج التلفزيونية والموسيقا والأغاني والألعاب التفاعلية، مقابس للشحن والتوصيل، ووسائد واسعة ومريحة لتساعد على الراحة والاسترخاء.

## الأسطول

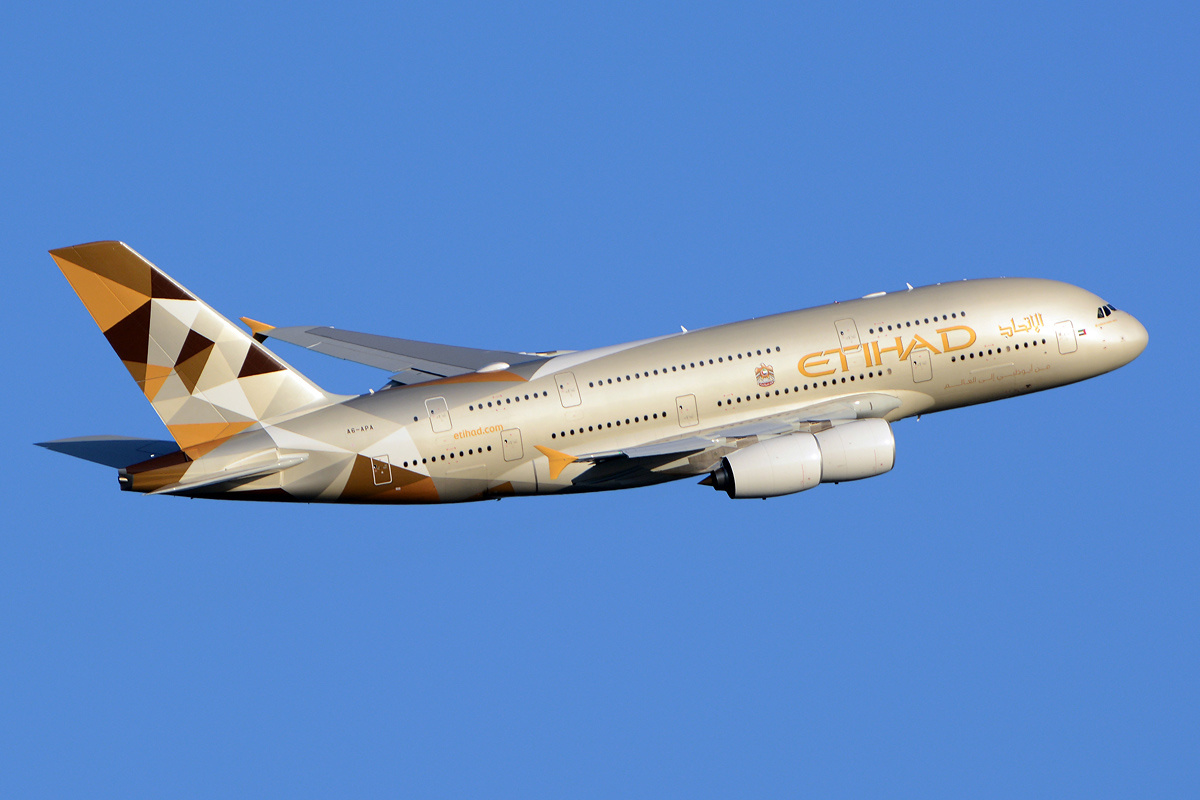
أول طائرة إيرباص إيه 380 تابعة للإتحاد للطيران، مقلعة من مطار لندن هيثرو.

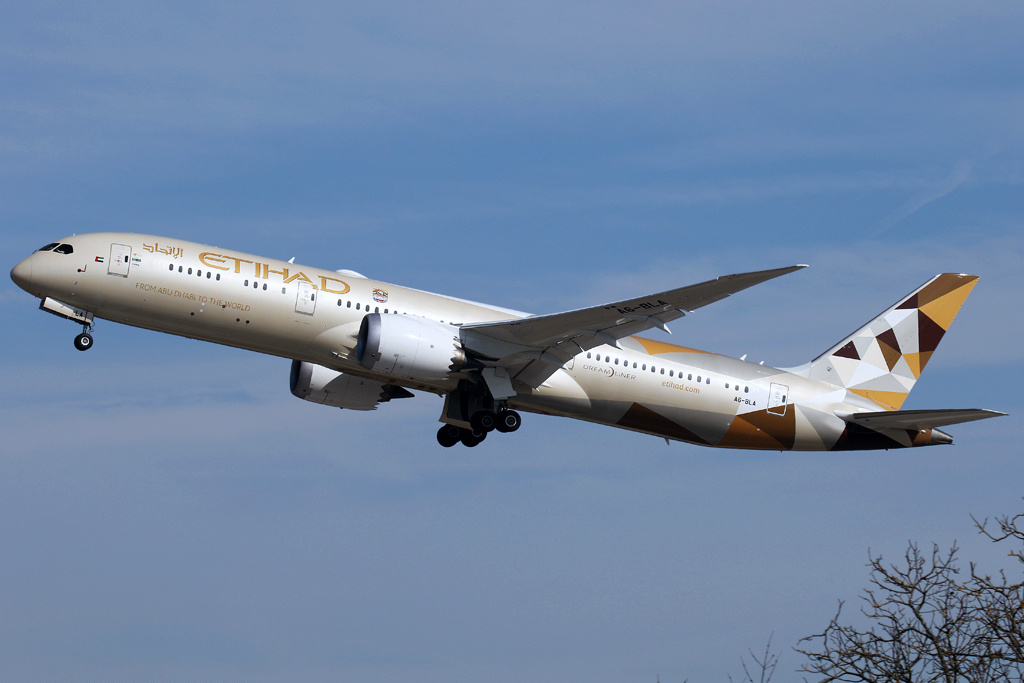
الإتحاد للطيران، بوينغ 787 / 9 في الكسوة الحالية.

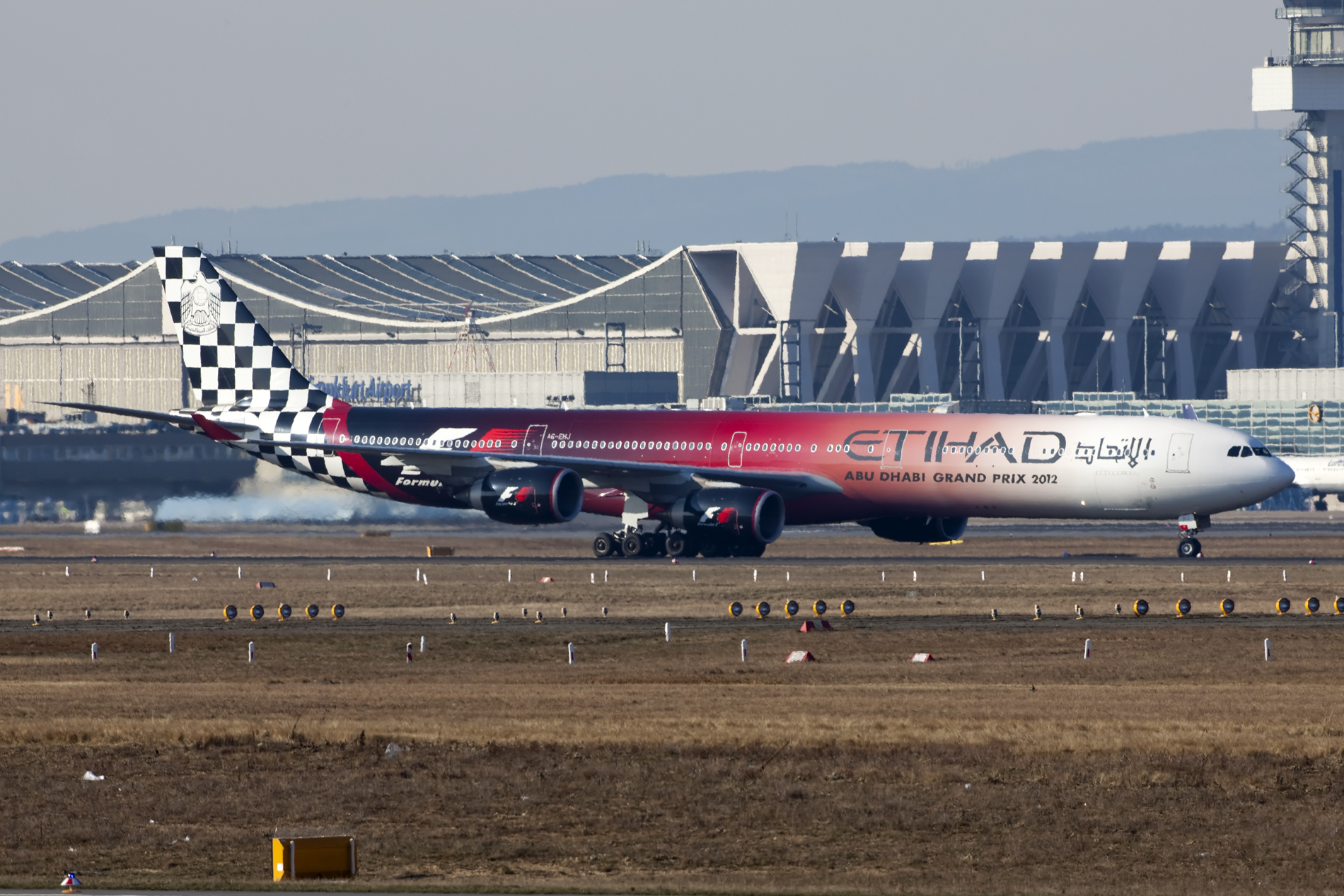
الاتحاد للطيران، إيرباص إيه 340/600 (A6-EHJ)مكسية بزي فورمولا 1 في مطار فرانكفورت فبراير 2012.

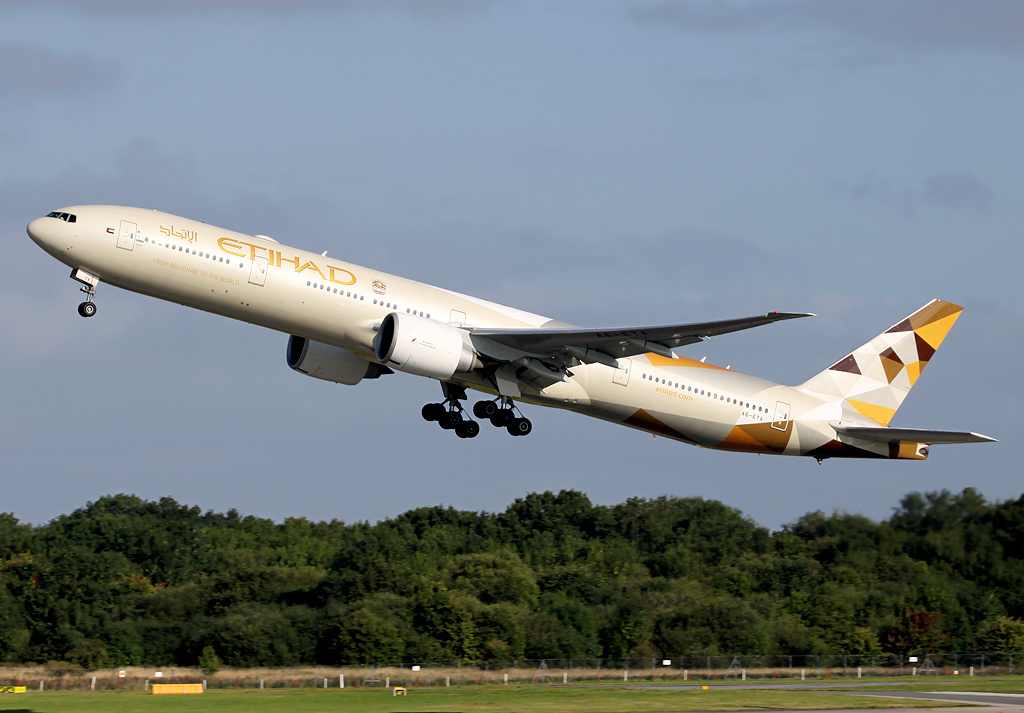
الإتحاد للطيران، بوينغ 777 / 300 إي آر تقلع من مطار مانشستر, بالكسوة الحالية.

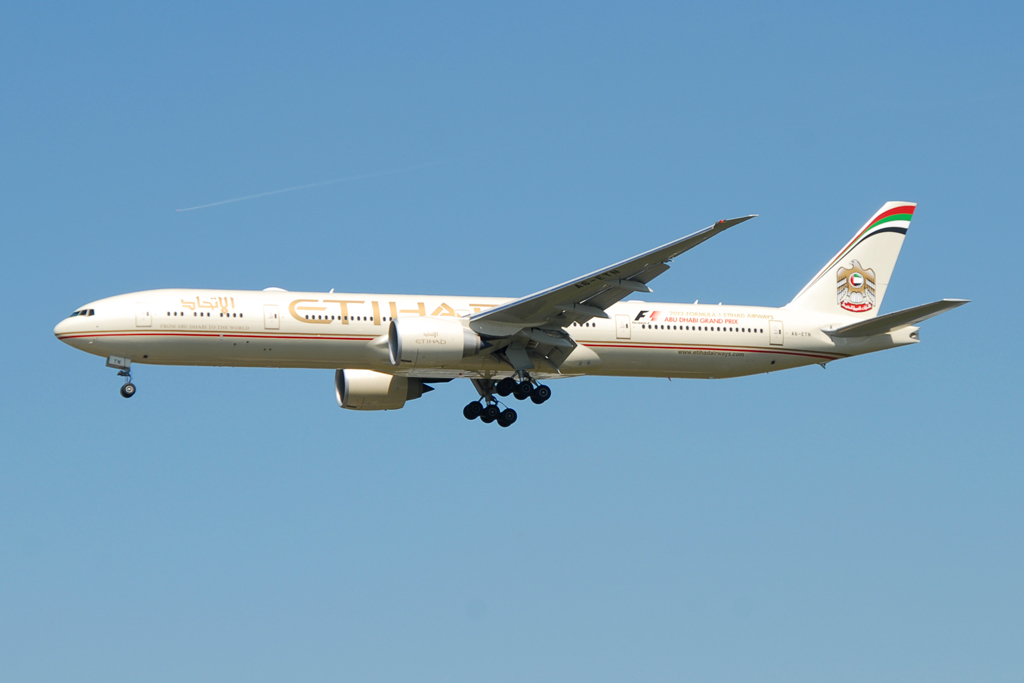
الاتحاد للطيران بوينغ 777-300 إي آر في الكسوة القديمة.

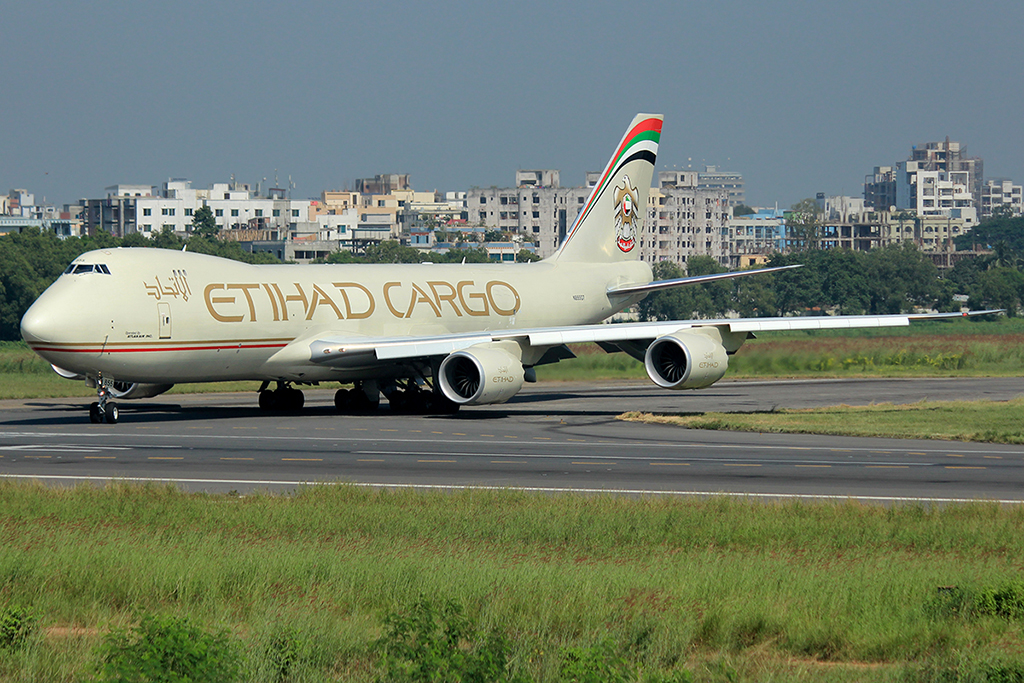
طائرة شحن بوينغ 747 تابعة للإتحاد للطيران في مطار شاه جلال الدولي في داكا ،تظهر هنا في الكسوة القديمة

يتكون أسطول الاتحاد للطيران من الطائرات التالية (اعتبارا من 5 مارس 2016):
| أسطول الاتحاد للطيران       | أسطول الاتحاد للطيران | أسطول الاتحاد للطيران | أسطول الاتحاد للطيران | أسطول الاتحاد للطيران    | أسطول الاتحاد للطيران    | أسطول الاتحاد للطيران    | أسطول الاتحاد للطيران    | أسطول الاتحاد للطيران                |
| الطائرة                     | في الخدمة             | طلبيات                | خيارات                | عدد الركاب               | عدد الركاب               | عدد الركاب               | عدد الركاب               | ملاحظات                              |
| الطائرة                     | في الخدمة             | طلبيات                | خيارات                | الدرجة الأولى            | درجة رجال الأعمال        | الدرجة السياحية          | المجموع                  | ملاحظات                              |
| --------------------------- | --------------------- | --------------------- | --------------------- | ------------------------ | ------------------------ | ------------------------ | ------------------------ | ------------------------------------ |
| إيرباص إيه 319/100          | 2                     | —                     | —                     | —                        | 16                       | 90                       | 106                      |                                      |
| إيرباص إيه 320 / 200        | 23                    | —                     | 18                    | —                        | 16                       | 120                      | 136                      |                                      |
| إيرباص إيه 320 / 200        | 23                    | —                     | 18                    | —                        | —                        | 162                      | 162                      |                                      |
| إيرباص إيه 320 نيو          | —                     | 10                    | —                     | سيتم الإعلان عن التفاصيل | سيتم الإعلان عن التفاصيل | سيتم الإعلان عن التفاصيل | سيتم الإعلان عن التفاصيل |                                      |
| إيرباص إيه 321/200          | 10                    | —                     | —                     | —                        | 16                       | 158                      | 174                      |                                      |
| إيرباص إيه 321نيو           | —                     | 26                    | —                     | سيتم الإعلان عن التفاصيل | سيتم الإعلان عن التفاصيل | سيتم الإعلان عن التفاصيل | سيتم الإعلان عن التفاصيل |                                      |
| إيرباص إيه 320 / 200        | 21                    | —                     | —                     | —                        | 22                       | 240                      | 262                      | طائرتان تعملان لطيران سيشل.          |
| إيرباص إيه 330 / 300        | 6                     | —                     | —                     | 8                        | 32                       | 191                      | 231                      |                                      |
| إيرباص إيه 340 / 500        | 3                     | —                     | —                     | 12                       | 28                       | 200                      | 240                      | طائرتان محفوظتان في المخزن           |
| إيرباص إيه 340/600          | 8                     | —                     | —                     | —                        | 32                       | 276                      | 316                      | A6-EHJ مكسية بزي الفورمولا 1         |
| إإيرباص إيه 350-500         | —                     | 40                    | —                     | سيتم الإعلان عن التفاصيل | سيتم الإعلان عن التفاصيل | سيتم الإعلان عن التفاصيل | سيتم الإعلان عن التفاصيل | يبدأ التسليم في 2016.                |
| إيرباص إيه 350-500          | —                     | 22                    | 15                    | سيتم الإعلان عن التفاصيل | سيتم الإعلان عن التفاصيل | سيتم الإعلان عن التفاصيل | سيتم الإعلان عن التفاصيل | يبدأ التسليم في 2017.                |
| إيرباص إيه 380/800          | 8                     | 2                     | 5                     | 11 1                     | 70                       | 417                      | 498                      |                                      |
| بوينغ 777 / 200 إل آر       | 5                     | —                     | —                     | 8                        | 40                       | 189                      | 237                      |                                      |
| بوينغ 777 / 300 إي آر       | 25                    | —                     | 12                    | —                        | 28                       | 384                      | 412                      |                                      |
| بوينغ 777 / 300 إي آر       | 25                    | —                     | 12                    | —                        | 40                       | 340                      | 380                      |                                      |
| بوينغ 777 / 300 إي آر       | 25                    | —                     | 12                    | 8                        | 40                       | 280                      | 328                      |                                      |
| بوينغ 777 / 300 إي آر       | 25                    | —                     | 12                    | 8                        | 30                       | 308                      | 346                      | ست طائرات مستأجرة من خطوط جت الجوية. |
| بوينغ 777 / 8               | —                     | 8                     | —                     | سيتم الإعلان عن التفاصيل | سيتم الإعلان عن التفاصيل | سيتم الإعلان عن التفاصيل | سيتم الإعلان عن التفاصيل |                                      |
| بوينغ 777 / 9               | —                     | 17                    | —                     | سيتم الإعلان عن التفاصيل | سيتم الإعلان عن التفاصيل | سيتم الإعلان عن التفاصيل | سيتم الإعلان عن التفاصيل |                                      |
| بوينغ 787/9                 | 9                     | 32                    | 25                    | 8                        | 28                       | 199                      | 235                      |                                      |
| بوينغ 787/9                 | 9                     | 32                    | 25                    | —                        | 28                       | 271                      | 299                      | [ 21 ]                               |
| بوينغ 787 / 10              | —                     | 30                    | 12                    | سيتم الإعلان عن التفاصيل | سيتم الإعلان عن التفاصيل | سيتم الإعلان عن التفاصيل | سيتم الإعلان عن التفاصيل |                                      |
| أسطول الاتحاد للطيران للشحن |                       |                       |                       |                          |                          |                          |                          |                                      |
| إيرباص إيه 330 / 200 إف     | 4                     | 1                     | —                     | 64,000 كغ                | 64,000 كغ                | 64,000 كغ                | 64,000 كغ                |                                      |
| بوينغ 747 / 400 إف          | 1                     | —                     | —                     | 113,000 كغ               | 113,000 كغ               | 113,000 كغ               | 113,000 كغ               | مستأجرة من طيران أطلس.               |
| بوينغ 747 / 8 إف            | 1                     | —                     | —                     | 134,000 كغ               | 134,000 كغ               | 134,000 كغ               | 134,000 كغ               | مستأجرة من طيران أطلس.               |
| بوينغ 777 إف                | 5                     | 1                     | —                     | 102,870 كغ               | 102,870 كغ               | 102,870 كغ               | 102,870 كغ               | تسلم في 2016                         |
| المجموع                     | 125                   | 194                   | 87                    |                          |                          |                          |                          |                                      |

- ^1 الدرجة الأولى تتضمن جناح إقامة درجة أولى يتسع لشخصين، وتسع أجنحة فندقية (كل جناح يتسع لشخص واحد فقط).

## الوجهات
توفر الاتحاد لليطران خيارات أوسع لضيوفها حول العالم عبر شبكة وجهات متكاملة تضمّ أكثر من 400 وجهة مع 56 شريكاً في قطاع الطيران. ووصل عدد الرحلات الشراكة بالرمز إلى 17,700 رحلة. وفي 2019، شهدت الناقلة توسيع شراكاتها مع الخطوط السعودية وطيران الخليج والمَلكية الأردنية والخطوط الجوية الدولية السويسرية والخطوط الجوية الكويتية والخطوط الجوية الباكستانية. وقد أطلقت 15 وجهة جديدة عام 2023، منها لشبونة، وكوبنهاغن، وكلكتا، وأوساكا

## إتفاقيات الرمز المشترك
عقدت الاتحاد للطيران اتفاقيات عديدة للرمز المشترك مع هذه الناقلات هي:
| - أول نيبون أيرويز. - الخطوط الجوية التشيكية. - الخطوط الجوية الإيطالية. - طيران نيوزيلندا. - طيران مالطا. - فلاي بي. - الجمعية الوطنية الفرنسية للسكك الحديدية. - طيران ماليف. - خطوط أولمبيك الجوية. - خطوط باسيفيك بلو. - في أستراليا. - خطوط فيرجن أستراليا الجوية. | - خطوط إس 7. - إير أستانا. - طيران آران. - الخطوط الجوية الأمريكية. - بي إم أي. - خطوط بانكوك الجوية. - الخطوط الجوية التركية. - الخطوط الجوية اليمنية. - خطوط بروكسل الجوية. - إيران للطيران. - خطوط جيت الجوية. - الخطوط الجوية الكويتية. - الخطوط الجوية العربية السعودية. - الخطوط الجوية السريلانكية. | - الخطوط الجوية الماليزية. - طيران الشرق الأوسط. - الخطوط الجوية الفلبينية. - كانتس. - الخطوط الملكية المغربية. - الخطوط الجوية الدولية الأوكرانية. |

## الموارد البشرية
تواصل الاتحاد للطيران تعاونها مع الجهات المعنية لاستقطاب وتدريب المواطنات والمواطنين الإماراتيين لدعم استدامة مسيرة التوطين في قطاع الطيران عبر برامج فنية من أجل تأهيلهم لقيادة قطاع الطيران في الإمارات العربية المتحدة. وخلال عام 2019، بلغ عدد المواطنات والمواطنين الإماراتيين في الاتحاد للطيران 2491 موظفة وموظفاً، أي ما يعادل 12.23% من إجمالي الموظفين في المجموعة. وتشكل المواطنات حوالي 50.14% من إجمالي الكوادر الوطنية بالمجموعة، حيث يعملن في جميع الأقسام والإدارات كهندسة وقيادة الطائرات والوظائف الإدارية الأخرى.

## الاتحاد للشحن
هو قسم الشحن التابع لشركة الاتحاد للطيران، وقد تم إطلاق الاتحاد للشحن في سبتمبر 2004، وتسير رحلات شحن إلى دول في كل من آسيا، وأوروبا وأفريقيا. يتم استخدام طائرات طيران الاتحاد للمسافرين للشحن من قبل كريستل كارجو بالإضافة إلأى إسطول الشحن. يتكون استول الشحن من ثلاث طائرات إي300أر.أف بإمكانية حمولة تصل إلى 44 طن.

## أحداث وحوادث
لم تشهد الاتحاد للطيران حادث حتى الآن باستثناء الحادث الذي وقع في مصنع إيرباص لطائرة ايرباص إيه a340 وذلك أثناء اختبار المحركات قبل تسليم الطائرة للإتحاد.

## جوائز
- عام 2024 حصلت الاتحاد للطيران على أفضل شركة طيران صديقة للبيئة للعام الثالث على التوالي[27]
- ثلاث جوائز في حفل توزيع جوائز السفر العالمية لعام 2024، وهي: جائزة أفضل شركة طيران في العالم في تجربة العملاء، وجائزة أفضل درجة سياحية في العالم وجائزة أفضل صالة درجة أولى لشركة طيران في العالم.[28]
- جائزة شركة الطيران الرائدة في مجال التصميم لعام 2024 في حفل الجوائز السنوي ديزاين أير للعام الثاني على التوالي.[29][30]
- مجموعة كبيرة من الجوائز في نسخة الشرق الأوسط من جوائز السفر العالمية للشرق الأوسط التي أقيمت خلال حفل بفندق أتلانتس رويال في دبي وكذلك جوائز لويالتي العالمية التي أقيمت في ريودي جانيرو في العام 2023.[31]
- جائزة أفضل مبادرة في الاستدامة البيئية لعام 2022 خلال الحفل السنوي لتوزيع جوائز الاستدامة البيئية للتميز الذي ينظمه مركز المحيط الهادئ للطيران(كابا) في سنغافورة.[32]
- جائزة أفضل شركة طيران في دعم الاستدامة لعام 2022 من مجلة بزنس ترافلر الأمريكية.[32]
- أربع جوائز خلال حفل نوزيع جوائز السفر العالمية السادس والعشرون في دار الأوبرا السلطانية في مسقط لعام 2019 .[33]